# Inti-Illimani 5 - Canto de pueblos andinos vol. II
Inti-Illimani 5 - Canto de pueblos andinos vol. II è un album del gruppo musicale cileno Inti-Illimani, pubblicato nel 1976. È il loro quinto album pubblicato in Italia. 

## Descrizione
Com'è possibile evincere fin dal titolo, il disco prosegue l'esplorazione della musica andina già iniziata con i precedenti Inti-Illimani (1970), Canto de pueblos andinos vol. 1 (1973) e  Inti-Illimani 3 - Canto de pueblos andinos (1975).
Registrato nel giugno del 1976 questo album è costituito in piccola parte (quattro tracce) da brani ri-registrati per l'occasione, ma pubblicati dal gruppo nei suoi dischi incisi in Cile prima dell'esilio, mentre gli altri brani sono recuperati a partire da materiali che il gruppo già eseguiva informalmente e appartenenti alla tradizione sudamericana.
Questo lavoro vede il gruppo in un particolare stato di grazia interpretativa, con arrangiamenti che perseguono e trovano un equilibrio tra rispetto dei materiali originali e la capacità del gruppo di farli propri senza tradirli.
All'interno della copertina è presente uno scritto attribuito al gruppo che illustra il senso di questo progetto e nel quale si legge:
(Inti-Illimani)
All'interno del disco sono presenti delle brevi note introduttive, sia in spagnolo che tradotte in italiano, per ognuno dei 12 brani che lo compongono, unitamente ai testi delle canzoni. Il brano qui intitolato Carnavalito de la quebrada de Humahuaca era stato precedentemente pubblicato dal gruppo con il titolo Quebrada de Humahuaca nel loro disco Inti-Illimani.
Il disco fu pubblicato, in tempi diversi, in svariati paesi del mondo, sempre con identica track-list, ma con la copertina a volte leggermente cambiata e, in alcuni casi, anche con il titolo modificato. Negli anni novanta la CGD ha riedito questo disco in formato CD.

## Tracce
1. Carnavalito de la quebrada de Humahuaca (tradizionale) – 2:04
2. Sirviñaco (Jaime Dávalos, Eduardo Falú) – 2:05
3. Pascua linda (tradizionale) – 3:32
4. Vasija de barro (Victor Valencia) – 3:25
5. Estudio para charango (Mauro Nuñez) – 3:00
6. Señora chichera (tradizionale) – 3:45
7. Ojos Azules (tradizionale) – 2:52
8. Campanitas (Alfredo Domínguez) – 1:43
9. A vos te ha'i pesar (tradizionale) – 3:30
10. Solo de quena (tradizionale) – 2:32
11. San Juanito (Gilbert Fabre) – 2:17
12. Mañana me voy pa'l norte (Violeta Parra) – 2:19

Durata totale: 33:04

## Formazione
- Jorge Coulón
- Max Berrú
- Horacio Salinas
- Horacio Duran
- Josè Seves
- Josè Miguel Camus

### Collaboratori
- Jorge Salas - copertina

## Edizioni
- Italia: I Dischi Dello Zodiaco VPA 8305, 1976
- Italia: EMI 3C 054 - 62163, 1979
- Francia: L'Escargot ESC 384 (con il titolo Canto de pueblos andinos), 1979
- Spagna: Movieplay 17.1430/6 (con il titolo Canto de pueblos andinos), 1978
- Spagna: Fonomusic 84.2405/2 (con il titolo Canto de pueblos andinos), 1986
- Messico: Orfeon LP-16SO-5078, 1979
- Brasile: Copacabana COLP 12425, 1976
- Argentina: CBS 20.604 (con il titolo Música y canto de los pueblos andinos), 1985
- Cile: Alerce ALP-218 (con il titolo Música y canto de los pueblos andinos), 1976
- Germania Ovest: Pläne Records G-P-0289 (con il titolo Canto de pueblos andinos 2), 1978
- USA: Monitor records MFS 802 (con il titolo Canto de pueblos andinos, vol.2)
- Ecuador: Fadisa 710127, 1976